# Dragonci
Dragonec je vojak, ki uporablja konja kot transportno sredstvo, a se bori peš (premikal se je kot konjenica, boril se kot pehota). Ta oblika vojaka je bila značilna za evropski prostor med poznim 17. in zgodnjim 19. stoletjem.
Sam naziv izvira iz dragona; karabinke oz. kratke muškete, ki je bila osnovno orožje teh vojakov.